# Gotico-Antiqua

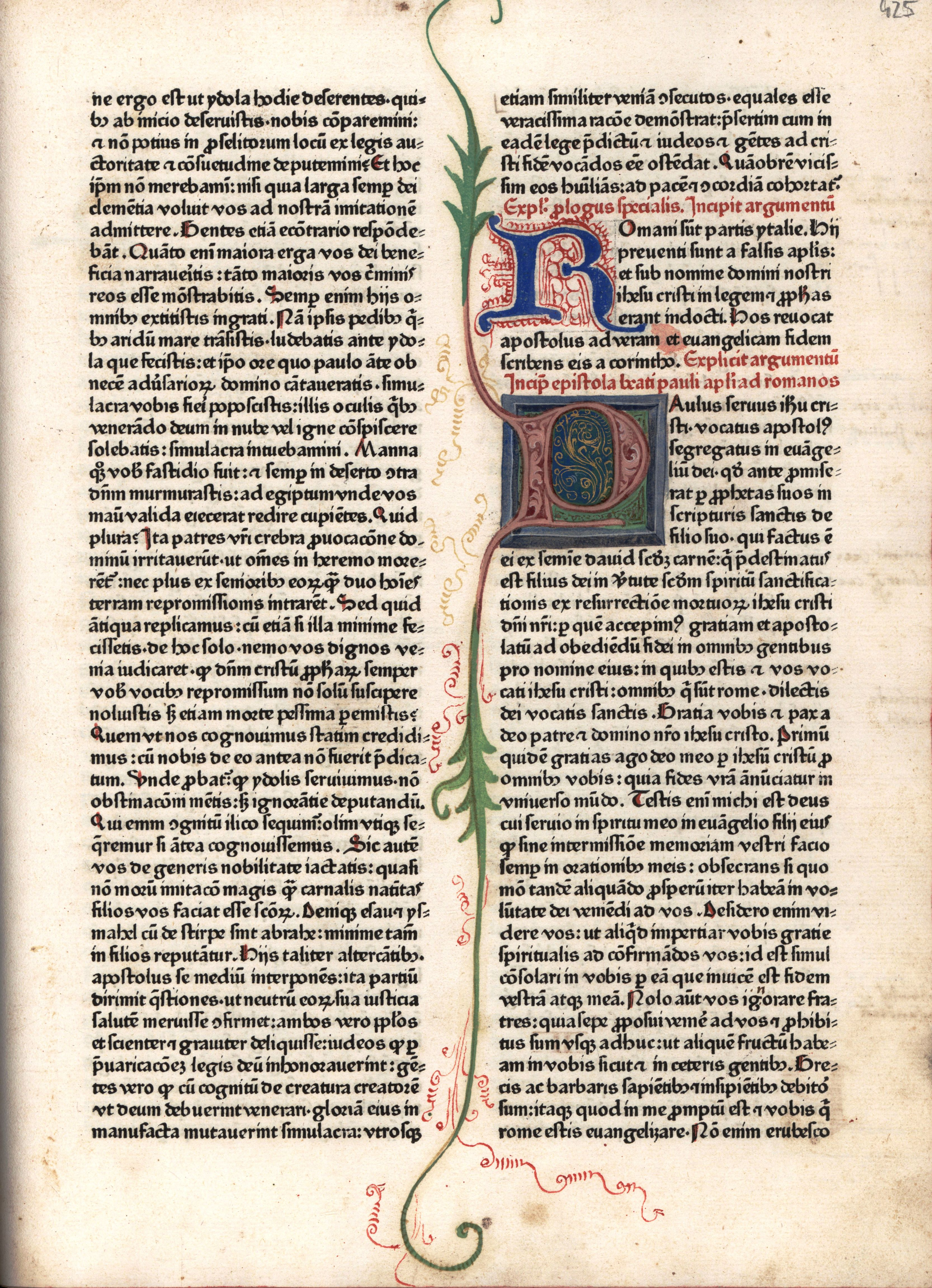
Seite der Fust-Schöffer-Bibel (1462)

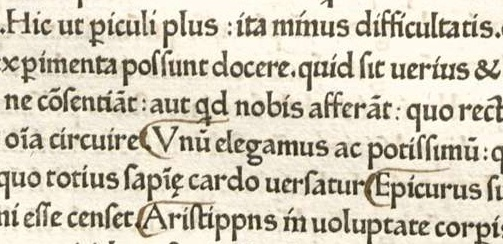
Detail von De divinis institutionibus, gedruckt von Arnold Pannartz und Konrad Sweynheim (1465)

Die Begriffe Gotico-Humanistica bzw. Gotico-Antiqua bezeichnen in der Paläografie bzw. (Paläo-)Typografie Schriften bzw. Schriftarten, die Mischformen zwischen der gebrochenen, „gotischen“ Schrift und der in der Renaissancezeit in Italien aufgekommenen humanistischen Minuskel bzw. Antiqua darstellen.
Diese Schrift wurde zunächst von Hand geschrieben und dann auch nach dem Vorbild dieser Handschriften als Satzschrift geschnitten. Im frühen Buchdruck in der zweiten Hälfte des 15. Jahrhunderts erlebte sie eine kurze Blütezeit. In den ersten zwei Jahrzehnten der Inkunabelzeit war sie die vorherrschende Schrift vieler Offizinen. Sie wurde für lateinische Texte, aber auch für Volkssprachen verwendet. Sie gilt als die erste Brotschrift – als erste Type, mit der Schriftsetzer ihr „täglich Brot“ verdienten. Dann fiel die Schriftklasse außer Verwendung.
Das Typenrepertorium der Wiegendrucke der Staatsbibliothek zu Berlin ordnet rund 200 konkrete Drucktypen der Gotico-Antiqua zu.

## Bezeichnungen
Auf Latein wird gebrochene Schrift (egal ob handgeschrieben oder gedruckt) scriptura gotica genannt. Die Schrift Francesco Petrarcas und seiner Nachfolger wird scriptura fere humanistica (fast humanistische Schrift), semigotica oder gothica-praehumanistica genannt. Aus ihr entwickelte sich die humanistische Minuskel (scriptura humanistica), aber auch Mischformen von gebrochener und humanistischer Schrift, die als Handschrift Gotico-Humanistica genannt werden.
Im Druck wurde die humanistische Minuskel zur Antiqua. Als Bezeichnung für die Satzschrift-Klasse, die der Gotico-Humanistica entspricht, prägte Alfred Hessel 1923 in seinem Aufsatz Von der Schrift zum Druck die Bezeichnung Gotico-Antiqua. Es finden sich in der deutschen Literatur zum Thema auch die alternativen Schreibweisen Goticoantiqua, Gothico-Antiqua, Gothicoantiqua und Gotica-Antiqua. Im Englischen wird die Schrift gotico-roman, gothico-roman oder gothic antiqua genannt.

## Geschichte

### Ursprung
Die Gotico-Humanistica hat ihre Vorgänger in humanistischen Handschriften des 14. Jahrhunderts aus Italien, insbesondere in der „Petrarcaschrift“. Sie entwickelte sich im 15. Jahrhundert parallel zur humanistischen Minuskel.
Mit der Erfindung des Buchdrucks durch Johannes Gutenberg ab 1450 in Mainz wurden die damals in der Region üblichen Handschriften, darunter auch die Gotico-Humanistica, für den Buchdruck adaptiert. Dies sind die Gotico-Antiqua-Schriften.
In beiden Bereichen gab es eine große Formenvielfalt und wenig Vereinheitlichung.

### Blütezeit im Buchdruck
Der erste Drucker, der eine Gotico-Antiqua-Type verwendete, ist Peter Schöffer. Er druckte damit 1459 in Mainz das Rationale divinorum officiorum von Durandus von Mende und 1462 die Fust-Schöffer-Bibel. Eine andere in einer Gotico-Antiqua gesetzte frühe Inkunabel ist das laut seinem Kolophon erstmals 1460 in Mainz gedruckte Catholicon. Sein Drucker ist nicht gesichert, es könnte möglicherweise Johannes Gutenberg sein. Ebenfalls ist die 1466 erschienene Mentelin-Bibel von Johannes Mentelin in einer Gotico-Antiqua gesetzt, sowie auch 1477 der Erstdruck des Parzival vom gleichen Drucker.
Die bessere Lesbarkeit der Gotico-Antiqua gegenüber der Textura ermöglichte es, in kleineren Schriftgraden zu drucken. Dadurch wurde die Anzahl der möglichen Zeilen pro Seite erhöht, die Anzahl der Druckseiten eines Buchs verringert und die Kosten gesenkt.

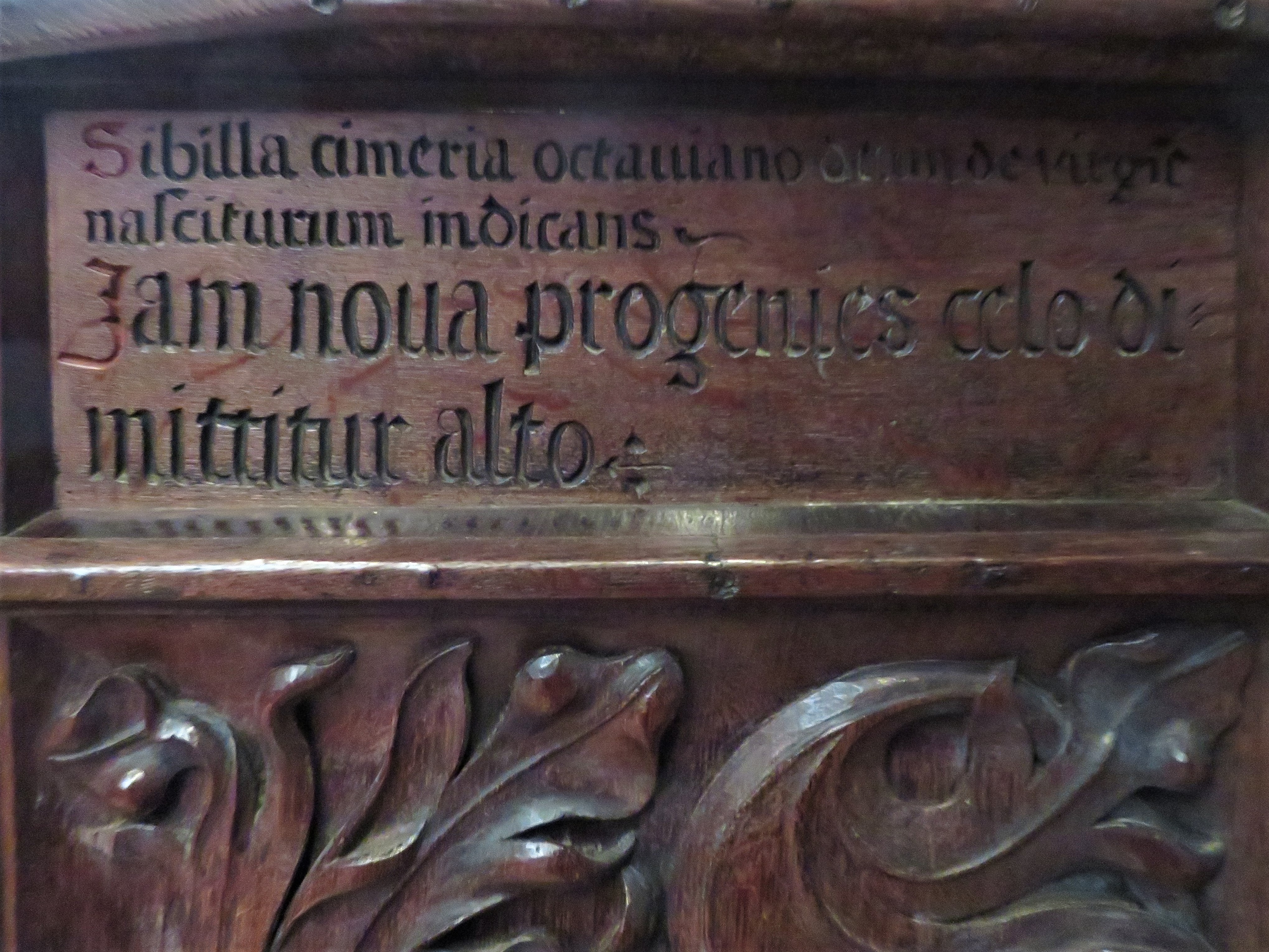
Gotico-Antiqua im Chorgestühl des Ulmer Münsters

Die Gotico-Antiqua wurde nicht nur im Buchdruck, sondern vereinzelt auch für Inschriften verwendet, etwa auf den Grabplatten des Passauer Steinmetzes Jörg Gartner oder im Chorgestühl des Ulmer Münsters (1469–1474). Insgesamt spielt sie aber für die Epigraphik nur eine untergeordnete Rolle.
In Italien wurde die dort erstmals im Druck verwendete Antiqua und die Gotico-Antiqua einige Zeit lang parallel verwendet. Im deutschsprachigen Raum wurde eine Antiqua erstmals 1474 in einem Druck von Adolf Rusch eingesetzt. Die Antiqua wurde jedoch keine Konkurrenz zur Gotico-Antiqua.
In Frankreich spielte die Gotico-Antiqua nur kurz eine untergeordnete Rolle, ebenso in England.

### Ende
In Italien wurden ab den 1470er Jahren sowohl die Antiqua als auch die Gotico-Antiqua im Buchdruck von der Rotunda zurückgedrängt. Gegen Ende der 1480er Jahre kam die Antiqua wieder stärker in Verwendung, nicht jedoch die Gotico-Antiqua. Im 16. Jahrhundert wurde die Antiqua schließlich neben der Antiqua-Kursivschrift zur vorherrschenden Schrift und ist es bis heute. Die Rotunda konnte sich in Italien und anderen Ländern noch länger behaupten, die Gotico-Antiqua hingegen starb de facto aus.
In Deutschland wurde die dort bisher vorherrschende Gotico-Antiqua etwas später, ab etwa dem Jahr 1480, von anderen Schriftarten verdrängt. Für lateinische Texte verwendete man nun bevorzugt die Rotunda und für deutschsprachige Texte Bastarden. Ab etwa dem Jahr 1500 wurde die Gotico-Antiqua kaum mehr verwendet. Dieser Zustand bestand bis etwa in die 1520er Jahre, dann wurde in Deutschland für lateinische Texte wiederum die Rotunda von der Antiqua abgelöst; für deutsche Texte wurde vermehrt die Schwabacher, die Oberrheinische Type und die Wittenberger Schrift eingesetzt und langfristig setzte sich die Fraktur durch. So entstand im deutschsprachigen Raum eine jahrhundertelang bestehende Parallelverwendung von gebrochener Schrift für deutsche Texte und Antiqua für Fremdsprachiges sowie zur Auszeichnung (siehe Fraktursatz#Antiqua). Diese Parallelverwendung zweier Schriftklassen gipfelte schließlich im Antiqua-Fraktur-Streit.

## Merkmale
In der Gotico-Humanistica orientiert sich das Schriftbild oft an der Semigotica. Die Formen entsprechen hauptsächlich denen der Textura oder der gotischen Kursive, jedoch sind einzelne Buchstaben aus der humanistischen Minuskel genommen.
In der frühen Zeit des Buchdrucks gab es ein breites Übergangsfeld von hauptsächlich gotischen Schriften mit spurenhaften humanistischen Anteilen bis hin zu „reinen“ Antiqua-Schriften, mit vielgestaltigen Hybridformen dazwischen. Daher lassen sich die Merkmale der Schriftklasse nur grob umreißen. In der Gotico-Antiqua sind die Buchstaben in ihrem Bau und ihrer kräftigen Strichstärke noch an der Textura orientiert, allerdings sind die Bögen weniger stark gebrochen und die Buchstaben weniger schmal, so dass das Schriftbild leichter lesbar ist und einen der Antiqua ähnlichen Eindruck erzeugt. Diese Merkmale hat sie mit der rundgotischen Schrift gemeinsam, die ebenfalls in Italien ihre Wurzeln hat. Als Mischform wird sie manchmal auch eine Bastardschrift genannt, sie ist jedoch keine Bastarda.
Der Schriftgestalter Jérôme Knebusch verwendet folgendes Klassifizierungsschema: neben der Gotico-Antiqua, die bei ihm näher an der gotischen Schrift liegende Schriften aus dem Übergangsfeld bezeichnet, spricht er von der Klasse Proto-roman, die näher an der Antiqua liegt, sowie von einer erst später um 1471 aufgekommenen Klasse, die Eigenschaften beider vereint und die er Hybrid nennt.

## Wiederaufleben in der englischen Buchkunstbewegung
Der englische Dichter und Designer William Morris setzte in den 1890er Jahren eigene buchästhetische Vorstellungen um und versuchte dabei, „die italienische Eleganz der Antiqua mit der Ausdruckskraft der gotischen Schrift zu verbinden“. Er entwarf für seine Privatdruckerei Kelmscott Press eigene Schrifttypen, bei deren Gestaltung er sich an Gotico-Antiqua-Vorbildern von Meistern wie Jakobus Rubeus, Nicolas Jenson, Peter Schöffer und Günther Zainer orientierte: die „Troy-Type“ und die „Chaucer-Type“.